# BlackBerry Classic
BlackBerry Classic，原名BlackBerry Q20，由黑莓公司（前身為RIM公司）推出的一款智慧型手機，擁有觸控螢幕及QWERTY實體鍵盤。BlackBerry Classic在2014年12月17日正式推出，作業系統為BlackBerry 10。造型類似於上一代的BlackBerry Q10。2016年7月5日，黑莓公司正式對外宣布，這款手機停產。

## 歷史
2014年，黑莓公司推出BlackBerry Classic與BlackBerry Passport這兩款手機，用來取代先前的BlackBerry Q10。
2016年7月，公司表示将停止生产BlackBerry Classic智能手机。